# (7413) Galibina
(7413) Galibina – planetoida z pasa głównego asteroid okrążająca Słońce w ciągu 5,40 lat w średniej odległości 3,08 j.a. Odkryły ją Ludmiła Żurawlowa i Galina R. Kastel 24 września 1990 roku w Krymskim Obserwatorium Astrofizycznym w Naucznym. Nazwa planetoidy pochodzi od Iriny Władimirowny Galibiny (ur. 1929) – astronomki specjalizującej się w badaniach ruchów komet długookresowych, planetoid i rojów meteorów.